# Membracidae
Membracidae Rafinesque, 1815, è una famiglia cosmopolita di insetti appartenente all'ordine dei Rincoti Omotteri, superfamiglia dei Membracoidea. Questa famiglia rappresenta senza dubbio uno dei raggruppamenti più interessanti, nell'ambito degli Insetti, per la spettacolarità della loro morfologia che, malgrado le piccole dimensioni, non ha nulla da invidiare a quella dei più conosciuti Coleotteri.

## Descrizione
I Membracidi sono insetti generalmente di piccole dimensioni, dal corpo lungo pochi millimetri. La lunghezza massima è di 2 cm, raggiunta nelle specie più grandi. Il carattere morfologico più evidente della generalità dei Membracidi è l'eccezionale sviluppo del pronoto, che può giungere a ricoprire l'intero corpo e sviluppando spesso processi dalle forme bizzarre, finalizzate evidentemente al mimetismo criptico. Le livree sono poco appariscenti, con pigmentazioni evidentemente criptiche, ma nelle forme gregarie sono frequenti pigmentazioni vivaci di tipo aposematico; alcune specie imitano nella forma formiche e Ditteri. Frequente è il polimorfismo, sia cromatico sia morfologico, associato al sesso, all'età, all'habitat, al comportamento, perciò nella stessa specie si può riscontrare anche una marcata variabilità.
Il capo è metagnato e di profilo più o meno triangolare alla vista frontale, completamente sormontato dal pronoto. È provvisto di due ocelli disposti sul vertice e di grandi occhi composti ai lati. Le antenne sono brevi e filiformi e si inseriscono davanti agli occhi, fra questi e la regione frontale.
Il pronoto della maggior parte dei Membracidae è caratterizzato da uno sviluppo ipertelico che conferisce spesso aspetti veramente singolari. In genere, il pronoto si espande posteriormente in un processo, di varia forma e sviluppo, che ricopre lo scutello e spesso parte delle ali e dell'addome.
Le ali anteriori sono membranose, trasparenti od opache secondo la specie. Una sutura longitudinale, decorrente dalla base al margine anale, suddivide l'ala in due regioni, una remigante, detta corio, una anale, disposta più internamente, detta clavo. La venatura è abbastanza ricca; dal vertice del clavo parte una nervatura submarginale nella quale confluiscono le principali nervature della regione remigante (Cubito, Media, Radio) e al cui esterno si estende una stretta espansione detta appendice o membrana apicale. Il decorso delle nervature del corio permette di distinguere le specie prive del processo posteriore del pronoto dalle famiglie dei Melizoderidae e dei Myerslopiidae: la Media è distinta alla base sia dalla Radio sia dalla Cubito, oppure è fusa con la Radio nel tratto iniziale, ben distinto da quello della Cubito.

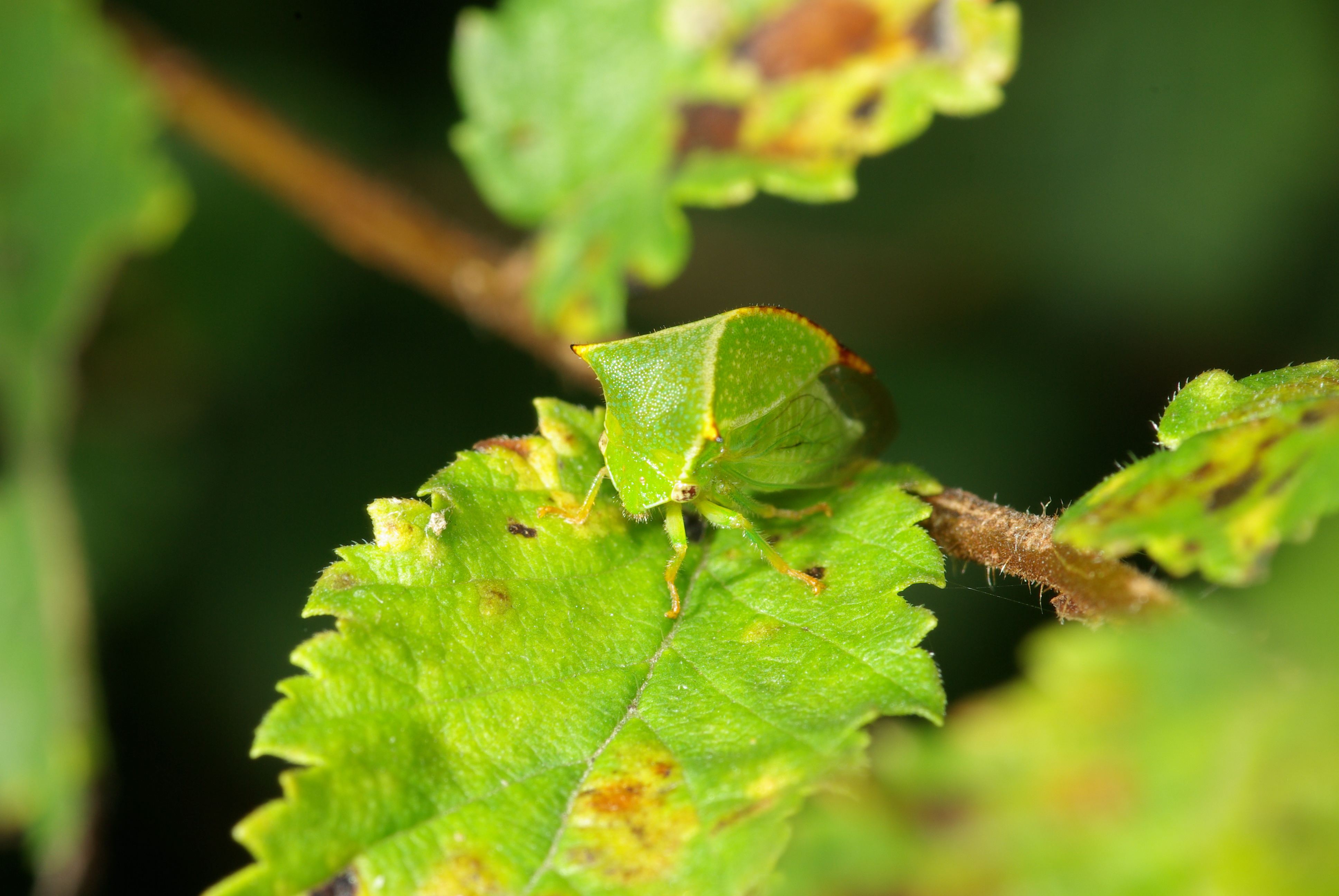
Cicalina buffalo.

Le zampe posteriori, sono di tipo saltatorio; presentano le coxe appiattite e disposte trasversalmente come in tutti i Membracoidea, femori ingrossati e relativamente brevi e
tibie allungate e carenate longitudinalmente, con una sezione quadrangolare. A differenza dei Cicadellidae, le tibie sono inermi.
L'addome delle femmine è fornito di un ovopositore retrattile capace di praticare incisioni nei tessuti vegetali per lasciarvi le uova o per facilitare l'accesso ai siti di nutrizione.

## Bizzarria delle forme
La singolarità delle forme assunte dal pronoto della maggior parte dei Membracidi è tale da meritare uno spazio particolare. La forma tipica è quella riconducibile alla presenza dei due corni laterali, di una carena longitudinale mediana e di un processo dorsale. Questa forma è presente anche nelle due specie più note dei Membracidi europei, i cui nomi fanno riferimento proprio alla presenza dei corni. Tali sono la "cicalina bufalo" (Stictocephala bisonia) e il "diavolino" (Centrotus cornutus).

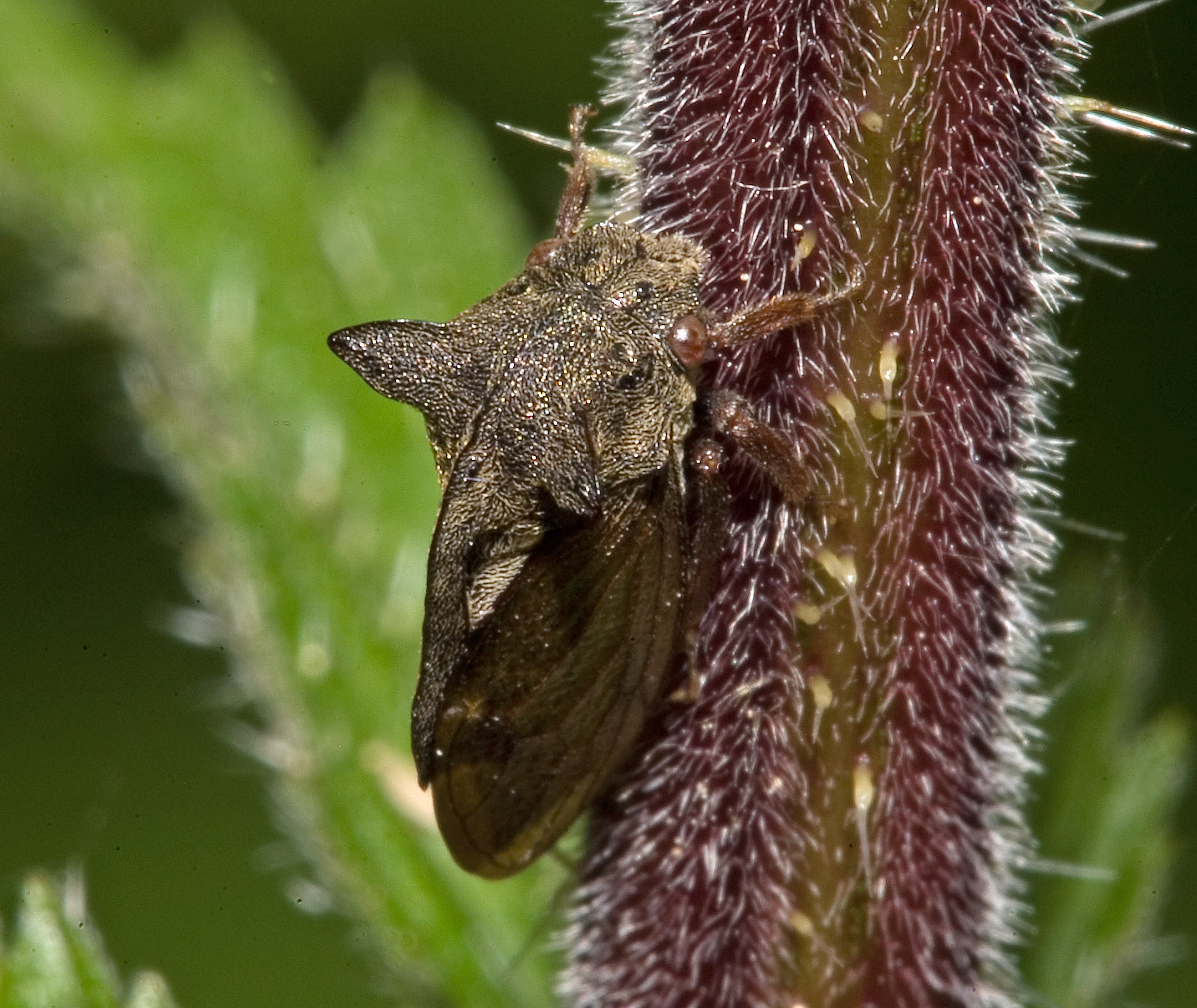
Diavolino.

Nel pronoto riconducibile a questa forma si distinguono, in ordine antero-posteriore, le seguenti parti:
- una regione anteriore, detta metopidium declivente in avanti e sovrastante il capo;
- due processi antero-laterali, di vario sviluppo, detti corni sopraomerali o semplicemente corni;
- una carena dorsale, a decorso longitudinale mediano, anch'essa di vario sviluppo, nella quale confluiscono due rilievi carenati provenienti dai corni;
- un processo posteriore, anch'esso di vario sviluppo, che si prolunga sopra lo scutello e, in genere, oltrepassa l'addome. Il processo posteriore è relativamente stretto, perciò lascia in genere scoperte le ali; alla vista laterale si presenta sollevato posteriormente, ma talvolta la sua parte terminale discende fino a sfiorare il margine posteriore delle ali o l'estremità dell'addome.

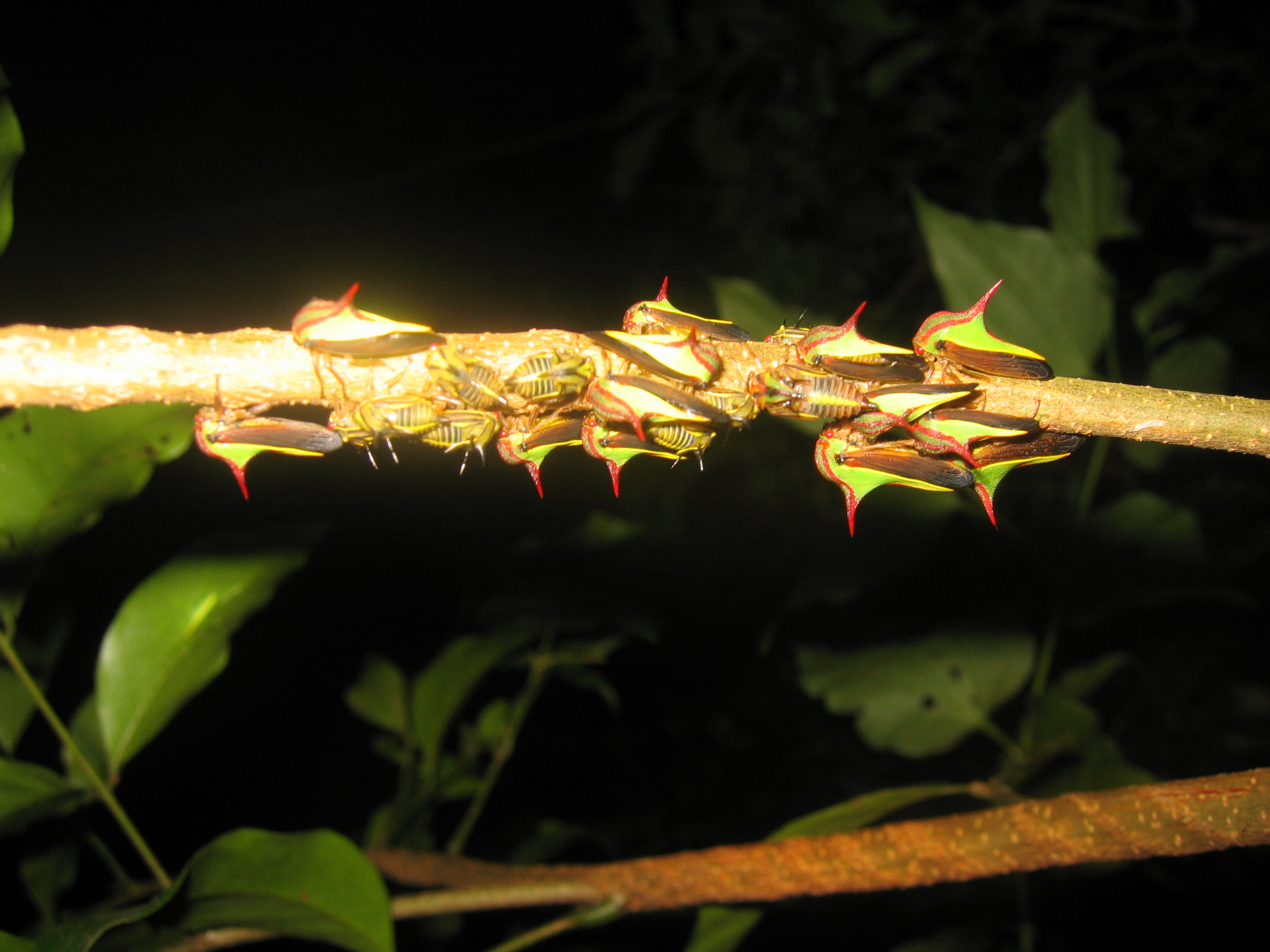
Adulti e stadi giovanili di Umbonia crassiformis.

La cresta dorsale si sviluppa spesso in una stretta lamina verticale che può assumere vari profili: in Membracis è semicircolare o semiellittica, espansa in avanti e posteriormente; in Umbonia è acuminata e ricurva all'indietro e ricorda la spina della rosa; in Enchenopa e Platycotis si prolunga visibilmente in avanti, ricordando nella forma il tipico processo frontale del capo di molti Fulgoroidei.
La singolarità dei Membracidi si evidenzia, tuttavia, nei casi in cui i processi del pronoto assumono forme di una complessità tale che solo un'immagine fotografica o il disegno di un naturalista possono rendere manifeste le bizzarrie della natura, laddove le dimensioni dell'insetto o il suo habitat rendono difficile se non ardua l'osservazione diretta alla maggior parte delle persone.

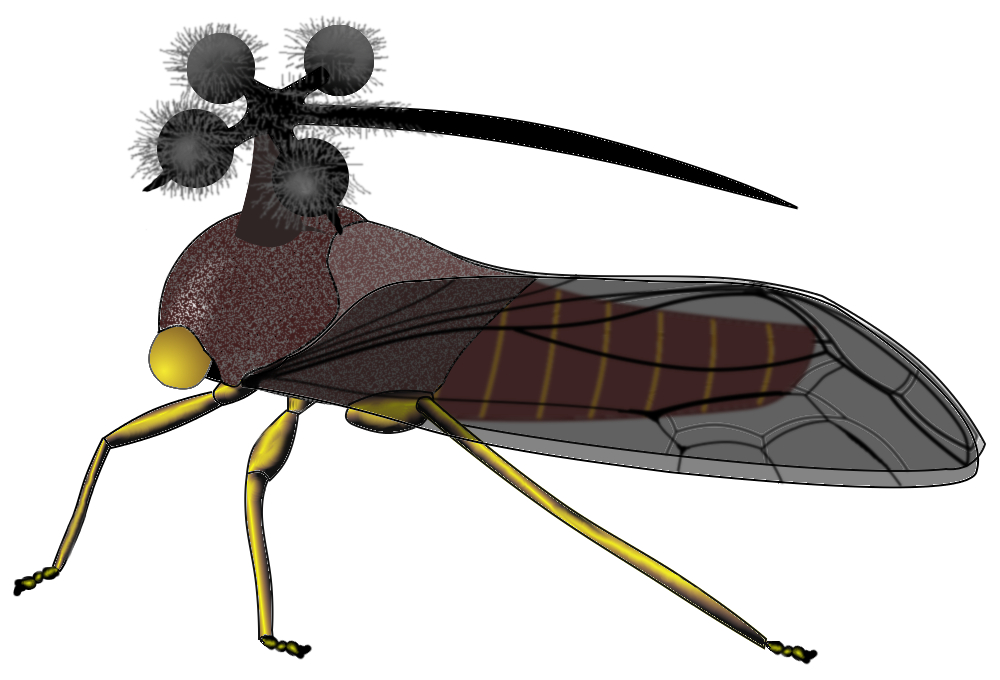
Bocydium globulare.

Emblematico è il caso della specie brasiliana Bocydium globulare (Cicalina brasiliana): in questo membracide, lungo appena 4 mm, al centro del pronoto si eleva un breve processo verticale che termina con una scultura singolare: davanti una serie di 4 sfere, disposte sullo stesso piano ai vertici di un trapezio, posteriormente un processo spiniforme, leggermente ricurvo verso il basso, che arriva fino all'altezza del vertice del clavo; l'intera scultura è irta di setole.
La singolarità del processo dorsale del Bocydium è tale che spesso è raffigurato come esempio. Il medico ed entomologo brasiliano MOREIRA DA COSTA LIMA (1887-1964) usò una rappresentazione del Bocydium nel frontespizio del terzo volume, dedicato agli Omotteri, del suo libro Insetos do Brazil, riproponendola come figura illustrativa nel paragrafo dedicato ai Membracoidea. Nel paragrafo relativo a questa famiglia, TREMBLAY inserisce nel suo libro, come esempio di membracidi esotici "dalle strane forme", un'altra rappresentazione del Bocydium, in una figura comprendente anche un Membracis, lo Sphongophorus latifrons e lo Sphongophorus inflatus.
Conformazioni altrettanto bizzarre assumono i processi sviluppati dalle specie dei generi Sphongophorus, Hypsauchenia, Smerdalea, Hypsoprora, Pterygia, ecc. Alcune di queste specie sono ritratte nelle tavole seguenti, pubblicate nel 1915 da Edwin Wilson Cambridge, e fanno riferimento a membracidi dell'America centrale. La tavola 4 riporta anche i disegni di specie oggi classificate all'interno della famiglia Aetalionidae.
|  | Tavola 1 Nell'ordine, da sinistra a destra e dall'alto in basso: - Membracis foliata, Membracis albo-limbata, Membracis lefebvrei - Membracis mexicana, Membracis mexicana, Membracis humilis - Enchophyllum melaleuca, Enchophyllum albidum, Enchophyllum dubium - Enchenopa binotata, Enchenopa minans, Enchenopa ignidorsum, Enchenopa nutans - Enchenopa quadricolor, Enchenopa sericea, Enchenopa quadricolor - Enchenopa rugosa, Enchenopa gladius, Tropidoscyta sallaei, Tropidoscyta uniformis - Leioscyta pallidipennis, Leioscyta cornutula, Leioscyta nitida |

| Tavola 2 Nell'ordine, da sinistra a destra e dall'alto in basso: - Tylopelta gibbera, Bolbonota insignis, Bolbonota insignis - Bolbonota cuneata, Bolbonota inconspicua, Bolbonota corrugata - Bolbonota inaequalis, Bolbonotodes ganglbaueri, Philya minor - Philya dubia, Scalmophorus reticulatus, Pterygia cerviceps, Pterygia bituberculata - Hypsoprora nigerrima, Hypsoprora trituberculata, Hypsoprora coronata - Sphongophorus ballista, Hypsoprora anatina, Sphongophorus ballista, Sphongophorus ballista |

|  | Tavola 3 Nell'ordine, da sinistra a destra e dall'alto in basso: - Sphongophorus championi, Sphongophorus affinis, Sphongophorus robustulus, Sphongophorus biclavatus - Sphongophorus latifrons, Sphongophorus inflatus, Sphongophorus latifrons - Triquetra veruta, Triquetra grossa, Sphongophorus guerini, Triquetra apicalis, Umbonia reclinata - Umbonia gladius, Umbonia ataliba, Umbonia orozimbo, Umbonia orozimbo - Umbonia orozimbo (prime quattro), Umbonia orizabae (l'ultima) - Umbonia orizabae, Hoplophora signoreti, Hoplophora cinerea, Hoplophora disparipes |

| Tavola 4 Nell'ordine, da sinistra a destra e dall'alto in basso: - Phaulocentrus pileatus, Phaulocentrus proximus, Phaulocentrus cornutus (sopra), Glischrocentrus cucullatus (sotto), Phaulocentrus sordidus, Centruchoides laticornis - A sinistra dall'alto in basso: Stylocentrus championi, Lycoderes phasianus e Lycoderes serraticornis; al centro, sopra e sotto: Smerdalea horrescens; a destra Gerridius scutellatus e Tolania opponens - Tolania opponens, Tolania obtusa, Gargaropsis innervis, Endoiastus caviceps, Tropidaspis affinis - Aetalion reticulatum, Aetalion reticulatum, Aetalion nervoso-punctatum, Aetalion nervoso-punctatum, Aetalion quadratum, Ochropepla fuscata Nota: Gargaropsis è classificato nella famiglia Cicadellidae (subfam. Iassinae), Aetalion nella famiglia Aethalionidae |

## Biologia
La biologia di molte specie tropicali è ancora poco conosciuta. La documentazione è in parte è basata su ipotesi dedotte dall'osservazione della morfologia degli esemplari conservati nelle collezioni e dalle informazioni ad essi associate. Più ricca è invece la documentazione relativa alle specie delle regioni temperate.
Sotto l'aspetto etologico, nell'ambito della famiglia si possono distinguere due differenti comportamenti, distinguendo tra specie solitarie e specie gregarie; le prime prevalgono nelle regioni temperate, le seconde in quelle tropicali. Nelle regioni temperate le specie solitarie sono univoltine, compiendo una sola generazione l'anno, e svernano allo stadio di uovo; le specie gregarie sono invece bivoltine e compiono perciò due generazioni l'anno, con svernamento allo stadio di adulto. Meno conosciuto è il ciclo della maggior parte delle specie tropicali; si presume che il ciclo sia correlato alla stagionalità della fenologia delle piante ospiti: in generale, il ciclo si svolgerebbe con un numero indeterminato di generazioni l'anno nelle foreste umide a bassa quota, con tendenza al monovoltismo passando agli ecosistemi con stagione secca e in quelli ad alta quota. Lo sviluppo postembrionale si svolge con cinque mute, attraverso due stadi di neanide e tre di ninfa.
Gli adulti dei Membracidi sono in generale associati a piante arboree, da cui il nome comune treehopper (da tree, "albero") in inglese. Sono insetti poco mobili, ma se disturbati spiccano salti. Le femmine depongono in genere le uova in serie, all'interno di incisioni praticate con l'ovopositore in germogli, rametti e piccioli fogliari, altre specie depongono sulla superficie dei vegetali, talvolta in masse ricoperte da secrezioni cerose delle ghiandole colleteriche.
Le neanidi delle specie solitarie, appena nate, scendono sul terreno e si insediano su pianta erbacee, a spese delle quali si svolge lo sviluppo postembrionale. Fra i Membracidi gregari, invece, si sviluppano comunità in cui convivono neanidi, ninfe e adulti sulle piante legnose. La nutrizione è di tipo parenchimatico o floematico negli stadi giovanili, mentre gli adulti si nutrono a spese del floema. Recenti studi fanno tuttavia ritenere che in una fase della loro vita, gli adulti di Umbonia crassicornis si nutrirebbero anche a spese dello xilema.
Un aspetto interessante dell'etologia dei Membracidi gregari è il livello di complessità di questo comportamento. LIN (2006) definisce differenti tipi di gregarismo, distinguendo due categorie principali di aggregazione, di cui una semplice e una detta comportamento subsociale.
Il gregarismo semplice avrebbe varie finalità, ma sperimentalmente è stato accertato solo che il gregarismo offre la possibilità di sfruttare la simbiosi mutualistica con le formiche. I Membracidi dispongono di una sofisticata camera filtrante e producono abbondanti emissioni di melata. Tali emissioni attirano però l'interesse delle formiche solo se i membracidi vivono in comunità. In questo caso le formiche proteggono i rincoti dai predatori proprio per sfruttare le loro emissioni zuccherine.
Il comportamento subsociale esprime invece una vera e propria tendenza ad un principio di eusocialità, in quanto le femmine forniscono cure parentali alle uova e alle giovani neanidi, proteggendo le ovature e agevolando la nutrizione nelle prime fasi.
La protezione delle ovature si manifesta allorché la femmina resta in sito, coprendole con il proprio corpo in modo da impedire gli attacchi da parte dei predatori e dei parassitoidi oofagi. Le modalità con cui si attua questa protezione cambiano secondo la specie. Non si hanno invece sufficienti e attendibili informazioni sulla cooperazione tra femmine nella cura alle uova, anche se le osservazioni possono far ritenere che possano esistere comportamenti assimilabili a forme di mutualismo come riscontrato in altri insetti.
In merito all'assistenza all'alimentazione è stato riscontrato che le giovani neanidi non sono in grado di praticare autonomamente le punture fino a raggiungere i vasi; le femmine, dopo aver deposto le uova, praticano delle incisioni presso le ovideposizioni alcuni giorni prima della schiusura. Queste incisioni sono sfruttate dalle neonate per nutrirsi nelle prime fasi della loro vita, fino a quando diventano autonome.
È stato inoltre riscontrato che i Membracidi comunicano fra loro attraverso vibrazioni del substrato indotte dall'organo sonoro, comportamento abbastanza comune fra gli Auchenorrinchi.
In merito al mimetismo, fra i Membracidi è frequente sia l'aposematismo sia il mimetismo criptico. L'aposematismo ricorre frequentemente nelle forme giovanili e nei giovani adulti delle specie gregarie. Il mimetismo criptico sarebbe invece più frequente in tutti gli stadi delle forme solitarie e negli adulti maturi delle forme gregarie. In queste ultime, pertanto, si verifica una mutazione, nella fase di adulto, della pigmentazione della livrea, passando da colorazioni aposematiche a colorazioni criptiche.

## Distribuzione e importanza economica

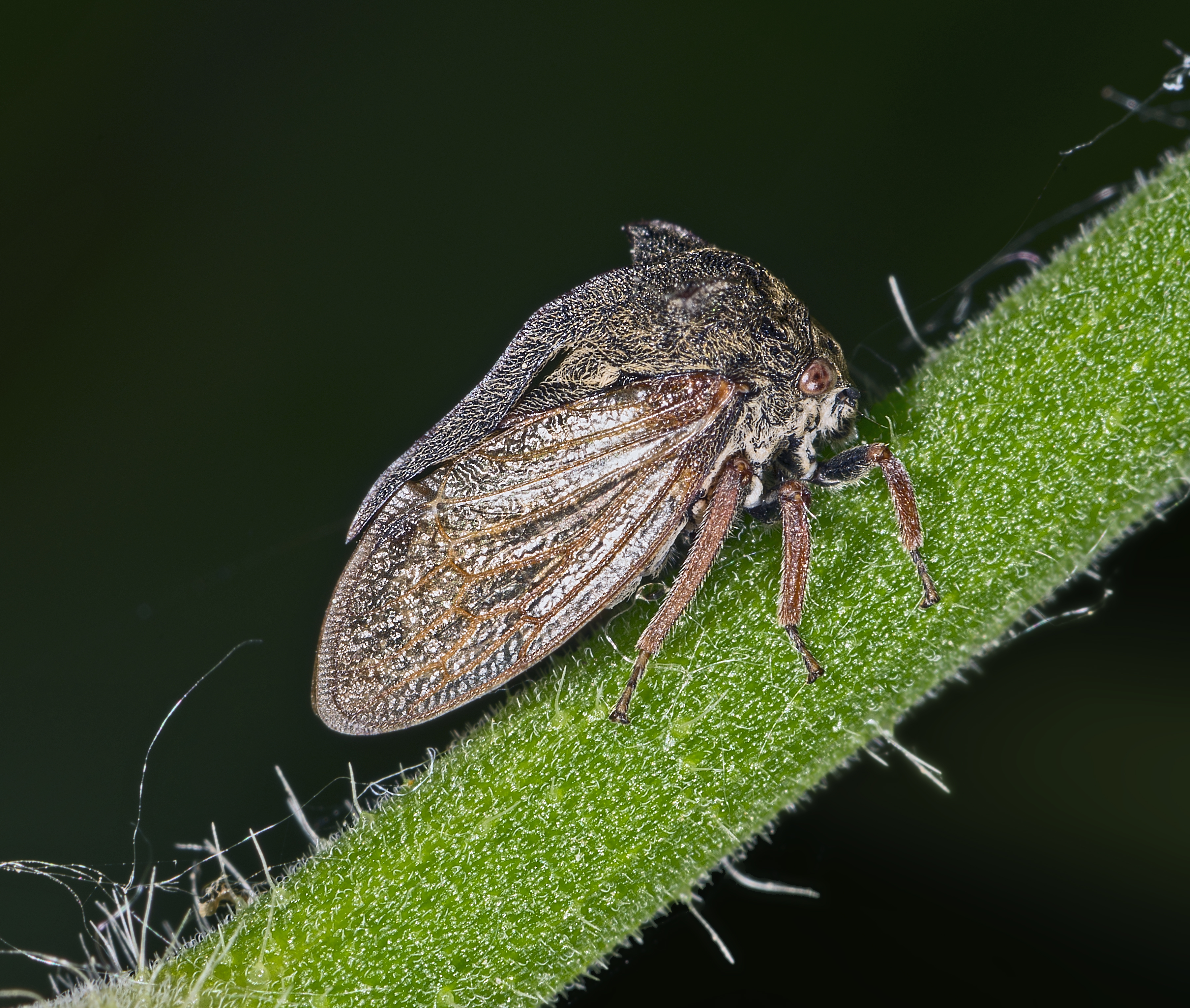
Centrotus cornutus.

Pur essendo cosmopolita, la maggior parte della famiglia dei Membracidae si concentra nella regione neotropicale e in quella afrotropicale. Nelle regioni temperate è rappresentata maggiormente nel Nordamerica.
In Europa la famiglia si riduce a tre sole specie, di cui una di origine nordamericana:
- Stictocephala bisonia, detta "cicalina buffalo";
- Centrotus cornutus, detta "diavolino";
- Gargara genistae.

Alcune fonti citano anche la presenza di una quarta specie, Oxyrhachis capeneri. Questa specie, diffusa nel Nordafrica e nel Medio Oriente fino alla regione caucasica, sarebbe segnalata in Europa solo in Sicilia, con dubbi sull'eventuale presenza anche nella penisola balcanica.
La letteratura concorda nel ritenere la maggior parte dei Membracidae di scarso interesse agrario, in quanto provocano danni di limitata entità; solo alcune specie possono costituire occasionalmente un problema. È probabile che ciò si debba al fatto che i Membracidi sono frequenti in ecosistemi con un buon livello di biodiversità, perciò i nemici naturali riescono a prevenire e contenere le potenziali proliferazioni. Infatti, le popolazioni di membracidi non raggiungono livelli di particolare entità, neppure nel caso delle specie gregarie; solo in contesti circostanziati si possono verificare aggregazioni più rilevanti, come ad esempio la presenza su alberi isolati in praterie e savane, presumibilmente per assenza o carenza di nemici naturali.

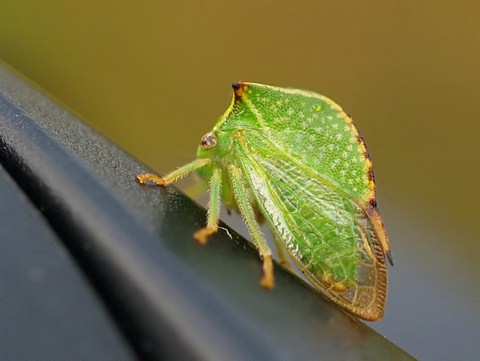
Stictocephala bisonia.

In Europa le due specie autoctone, C. cornutus e G. genistae, quest'ultima associata a leguminose arbustive, sono ritenute innocue. Decisamente più dannosa è invece la cicalina buffalo, citata in letteratura a causa di occasionali danni che produce sulle colture in aree più o meno circoscritte. Fino agli anni settanta si attribuiva erroneamente l'identità con un membracide neotropicale, la Ceresa bubalus, peraltro di nessun interesse agrario; una successiva revisione ha identificato la cicalina buffalo con una specie neartica, appunto la Stictocephala bisonia.
La specie è polifaga e attacca diverse specie arboree, fra cui le pomacee, le drupacee, la vite e diverse essenze forestali da legno. Gli stadi giovanili si sviluppano su piante erbacee, prevalentemente rappresentate da leguminose foraggere (erba medica, trifogli). I danni più significativi sono costituiti dalle incisioni che la femmina pratica con l'ovopositore sia per deporre le uova sia per nutrirsi: poiché tali incisioni tendono a concentrarsi, ostacolano il flusso della linfa causando alterazioni cromatiche e disseccamenti a carico dell'apparato fogliare e disturbi del normale processo di maturazione dei frutti. La cicalina buffalo risulta occasionalmente dannosa anche nel Nordamerica, soprattutto al melo.

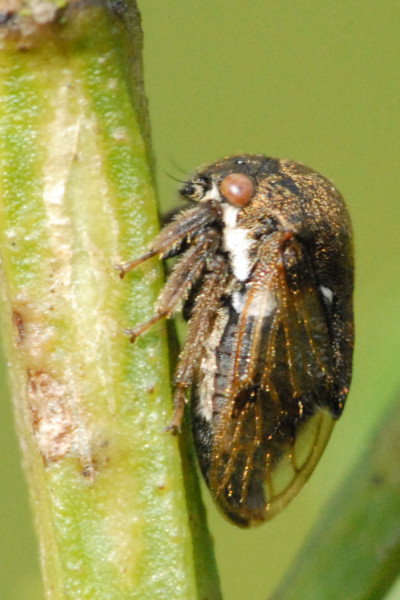
Gargara genistae.

Le tre specie sono facilmente distinguibili. La cicalina buffalo e il diavolino presentano la caratteristica conformazione del pronoto con i due corni laterali; la prima è lunga circa 1 cm, mostra una conformazione della carena mediana e il processo posteriore regolari, mentre il diavolino è leggermente più piccolo e ha il processo posteriore sinuoso. La colorazione delle livree sono inoltre inconfondibili: verde tenue, tendente al giallo, nella cicalina buffalo e bruna nel diavolino. G. genistae, è molto più piccola, lunga 4–5 mm, presenta il pronoto gibboso, privo di corni laterali e prolungato nel processo posteriore diritto.
In Nordamerica risultano occasionalmente dannose, oltre alla già citata S. bisonia, Spissistilus festinus e  Micrutalis malleifera. La prima, nota come Threecornered alfalfa hopper ("cicalina tricornuta della medica"), può causare danni all'erba medica e alla soia. Alla seconda è invece attribuita la possibilità di trasmettere fitopatogeni alle palme e al pomodoro.
Sotto l'aspetto dell'utilità, va citata l'introduzione, nel 1995, della specie americana Aconophora compressa, in Australia, da parte del Department of Lands del Queensland, per il controllo biologico dell'infestante Lantana camara.

## Sistematica
La famiglia comprende circa 3200 specie ripartite fra circa 600 generi. Si suddivide in 11 sottofamiglie, a loro volta suddivise in tribù. La suddivisione interna è però incerta, sotto l'aspetto filogenetico, in merito all'inquadramento sistematico di alcuni generi e di alcune sottofamiglie.
- Centrodontinae
- Centronodinae
- Centrodontinae
- Centrotinae
- Darninae
- Endoiastinae
- Heteronotinae
- Membracinae
- Nicomiinae
- Smiliinae
- Stegaspidinae